# Прушин-Пенькі
Прушин-Пенькі (пол. Pruszyn-Pieńki) — село в Польщі, у гміні Седльці Седлецького повіту Мазовецького воєводства.
Населення — 376 осіб (2011).
У 1975-1998 роках село належало до Седлецького воєводства.

## Демографія
Демографічна структура станом на 31 березня 2011 року:
|          | Загалом | Допрацездатний вік | Працездатний вік | Постпрацездатний вік |
| -------- | ------- | ------------------ | ---------------- | -------------------- |
| Чоловіки | 182     | 38                 | 129              | 15                   |
| Жінки    | 194     | 38                 | 125              | 31                   |
| Разом    | 376     | 76                 | 254              | 46                   |